# Cecilie Thomsen
Cecilie Thomsen (født 29. oktober 1974 på Bogø) er en dansk skuespillerinde og fotomodel.
Internationalt er hun bedst kendt for sin rolle som professor Inga Bergstrom i James Bond-filmen Tomorrow Never Dies, hvor hun forsøger at lære Bond (Pierce Brosnan) dansk.
Endvidere er hun kendt for sit 12 år lange forhold med den canadiske rocksanger Bryan Adams, som hun mødte i 1990.
Forholdet endte i 2002. 2004-6 var hun kæreste med Tim Christensen.
Thomsen er uddannet skuespiller fra The Actors Studio Drama School på The New School University i New York og har en Masters Degree MFA i drama. Derudover har hun studeret dans på Alvin Ailey.
I 2009 debuterede hun som music supervisor & executive producer på soundtracket Songs For A Soundtrack. Albummet inkluderer diverse danske artister som C.V. Jørgensen, Sune Rose Wagner, Steen Jørgensen, Ane Trolle, Tim Christensen og Fallulah. Albummet fik gode anmeldelser og opnåede fem stjerner i Soundvenue.

## Filmografi
- Tomorrow Never Dies (1997)
- 54 (1998)
- Dom durakov (2002)
- Der er en yndig mand (2002)
- Visions of Europe (2004)

## Modelkarriere
Som fotomodel er hun repræsenteret af Elite Model Management.